# Chungmu-Arena
Die Chungmu-Arena ist eine große Sporthalle in Daejeon, Südkorea. Die Halle wurde am 8. März 1971 eröffnet. Sie ist Teil des Daejeon-Hanbat-Sports-Komplex, in welchem sich auch ein Fußballstadion befindet.
Der erste Nutzer der Arena war Daejeon Hyundai Dynat aus der KBL. Zwei Jahre nutzen sie die Arena. Danach zogen die Daejeon Hyundai Gullivers ein und blieben von 1999 bis 2001 in der Arena.
Erst ab 2005 wurde die Arena wieder regelmäßig genutzt. Mit den Daejeon Samsung Fire Bluefangs und den Daejeon KGC zogen zwei Vereine aus der V-League in die Arena.